# ترکیب حسگرها

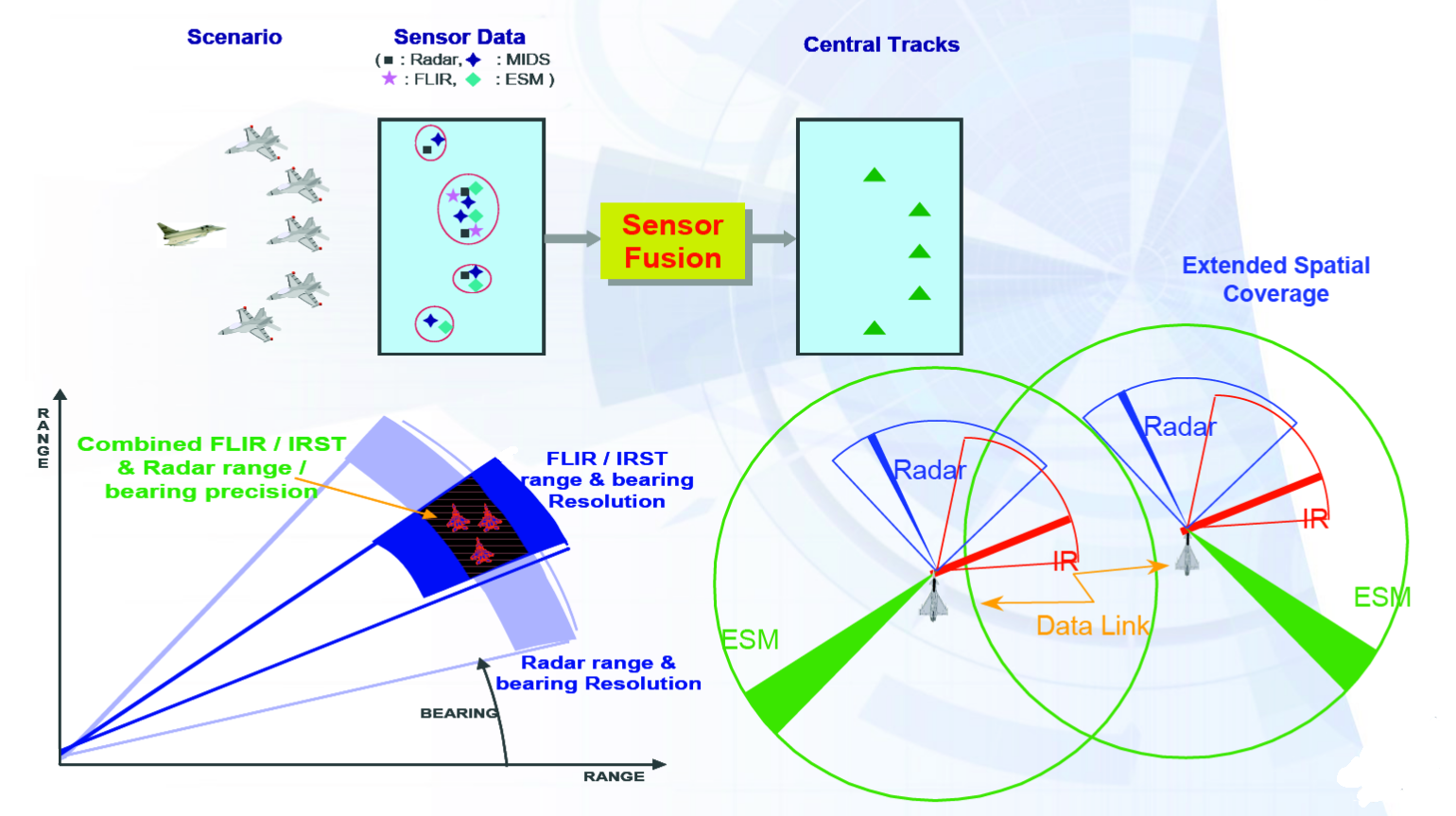
نمایی از ساختار ترکیب حسگرهای یوروفایتر تایفون

ترکیب حسگرها (انگلیسی:sensor fusion) به ترکیب داده‌های حس شده از چند حسگر مختلف گفته می‌شود. این کار به منظور کاهش عدم قطعیت استفاده از حسگرهای تکی انجام می‌شود. داده‌های مورد استفاده از حسگرهای یکسان نیست. ترکیب حسگرها گاهی با نام ترکیب داده‌ها نیز شناخته می‌شود. ترکیب حسگرها موجب دستیابی به نتایج دقیق تر، کامل تر و قابل اعتمادتر نسبت به قبل می‌شودد.

## مثال‌هایی از کاربرد ترکیب حسگرها
- برجسته بینی (استریوسکوپی): روشی برای عمق بخشیدن تصاویر تخت دو بعدی.
- کاربرد در تلفن‌های همراه: از حسگرهای شتاب سنج و GPS برای تعیین موقعیت استفاده می‌شود.
- کاربرد در ربات ها: از این فناوری برای مکان یابی و تعیین موقعیت ربات‌های متحرک استفاده می‌شود.

## نمونه حسگرهای مورد استفاده
- شتاب سنج
- حسگر جی پی اس
- حسگر مغناطیسی
- رادار
- حسگر صوتی(میکروفون)
- حسگر نیرو
- حسگر نوری
- دوربین